# ジクワット
ジクワット (diquat) とは、ビピリジニウム系に分類される非選択形除草剤の1つ。イギリスの企業、プラント・プロテクションが開発した。
商品名レグロックスで除草剤としての利用のほか、ジャガイモの収穫前の蔓枯らしにも使われることがある。製剤がイギリスから輸入され、日本国内で小分け製造されている。ダイコートと発音することもある。臭素塩であるため、ジクワットジブロミドとも呼ばれる。
土壌に付着すると直ちに活性を失い、木や根は枯らさないため、すぐに種をまいたり作物を植えることができる。
パラコートと同じく、アルキルビピリジニウム塩に分類される。化合物としての名称は 1,1'-エチレン-2,2'-ビピリジニウムジブロミドである。

## 構造
ジクワットは、ベンゼン環の炭素原子の一つを窒素原子に置き換えたピリジン構造を有する。ピリジンが2個結合した化合物はビピリジンと呼ばれ、6種類の異性体があるが、ジクワットは2,2'-ビピリジンの窒素原子間にエチレン鎖を導入したピリジニウム塩（アンモニウム塩）である。ジクワットの窒素原子は正電荷を持つため、土壌成分と結合して長期間残留するが、結合すると同時に毒性を失う特性がある。ジクワット単体と臭素塩が合成されているが、除草剤として利用されるのは臭素塩である。
- 1,1-エチレン-2,2'-ビピリジニウム=ジブロミド（ジクワットジブロミド：CAS登録番号:85-00-7 ）
- 1,1-エチレン-2,2'-ビピリジニウム=ジブロミド水和物（ジクワットジブロミド水和物：CAS登録番号:6385-62-2 ）
- 1,1-エチレン-2,2'-ビピリジニウム（ジクワット単体：CAS登録番号:2764-72-9 ）

## 合成方法
ピリジンを加熱されたラネーニッケル触媒上でカップリングし、2,2'-ビピリジンを得る。次いで、2,2'-ビピリジンの窒素原子間に1,2-ジブロモエタンでエチレン鎖を導入しジクワットの臭素塩を得る。

## 作用
ジクワットは、植物体内に入ると NADPH という酵素との反応によりジクワットラジカルになる。このジクワットラジカルが酸素と反応して元のジクワットイオンに戻る際に活性酸素が生じ、細胞の遺伝子の核にあるDNAや蛋白質を破壊し、植物を枯死させる。この酵素は動物にもあるため、同じ反応が起こる。ジクワットは触媒的に何度もこの反応を繰り返し起こす。
なお、パラコートとは異なり肺への能動的な蓄積は認められない。

## 毒性
劇物指定で、毒性の強い薬剤である。サルモネラ菌などで変異原性が認められる。人体中毒症状はパラコートに類似しており、肝腎機能障害、肺水腫へと進むが、ジクワットでは肺線維症の報告はない。一般的に致死が早く、パラコートに比べて、急性腎不全が起こりやすい。また、痙攣、意識障害、白内障、脳出血などの臓器出血、麻痺性イレウスを起こしやすいことも報告されている。
毒性はパラコートの約半分ともいわれているが、界面活性剤と共に服用し、血液透析を行ったにもかかわらず、急激な肺水腫・血圧低下を起こし、死亡した例もあるため、楽観視できない。パラコートと同じく、解毒剤は無いため、対症療法による治療のみである。
パラコートと同じように、手袋形・靴下形感覚等の多発性神経症状を起こすほか、MPP+（シペルクワット）との化学構造の類似性から、パーキンソン病との関係も疑われている。
目立った反対運動が起こらないのは、パラコート程の市場占有率を持っていなかったことも関係している。
欧州連合(EU)では、2018年10月12日以来いかなる使用も承認されなくなった。

## ジャガイモの収穫前使用
北海道では、ジャガイモを収穫する際に機械で掘り起こすが、効率を良くするため、ジクワットを散布して蔓を枯らしてから行う。使用時期が早過ぎると、ジャガイモ内に輪状斑を生じることがある。またトラクターで薬剤散布するため、広範囲に霧状に舞うので、周囲の人や家畜にかからないよう細心の注意が必要である。
労働安全のため、日本の農薬企業が代替品の普通物（毒物・劇物の指定を受けていない）製剤を開発し、発売している。

## 製剤
濃度 31.8% の液剤か、パラコートとの混合剤として販売されている。農薬登録は1963年6月22日。
- ジクワット31.8%
  - レグロックス（農水省登録番号22143）
- パラコートとの混合剤
  - ウィドール（パラコート 3%、ジクワット 4%。生産中止）
  - プリグロックス（パラコート 10%、ジクワット 14%。1986/7からプリグロックスLに置き換わり、生産終了）
  - プリグロックスL（パラコート 5%、ジクワット 7%。販売中。農水省登録番号16397）
  - マイゼット（プリグロックスLと内容は同じ。2003年にプリグロックスLに名称を統合し、販売終了したが、農薬登録は継続中。農水省登録番号16400）
- グリホサートとの混合剤
  - オルゼット（非農耕地用除草剤として、農薬登録のない製剤。生産中止）